# Bisdom Mysore
Het bisdom Mysore (Latijn: Dioecesis Mysuriensis) is een rooms-katholiek bisdom met als zetel Mysore, in India. Het bisdom is suffragaan aan het aartsbisdom Bangalore. 

## Geschiedenis
Het bisdom werd opgericht in 1850, als het apostolisch vicariaat Mysore, uit delen van het apostolisch vicariaat Madurai and Coromandel Coast. Op 1 september 1886 werd het verheven tot bisdom, en werd suffragaan aan het aartsbisdom Pondicherry-Cuddalore. Op 19 september 1953 wisselde het van kerkprovincie en werd suffragaan aan het aartsbisdom Bangalore. 

## Parochies
Het bisdom had in 2021 een oppervlakte van 21.051 km2 en telde 12.220.500 inwoners waarvan 1,0% rooms-katholiek was.

## Ordinarii

### Apostolisch vicarissen
- Etienne-Louis Charbonnaux (3 april 1850 - 23 juni 1873; apostolisch administrator sinds 1845)
- Joseph-Auguste Chevalier (11 november 1873 - 25 maart 1880)

### Bisschoppen
- Jean-Yves-Marie Coadou (27 juli 1880 - 14 september 1890)
- Eugène-Louis Kleiner (14 september 1890 - 2 juni 1910; coadjutor sinds 20 juni 1890)
- Augustin-François Baslé (2 juni 1910 - 13 september 1915; coadjutor sinds 15 december 1905)
- Hippolyte Teissier (4 september 1916 - 26 februari 1922)
- Maurice-Bernard-Benoît-Joseph Despatures (21 juni 1922 - 13 februari 1940)
- René-Jean-Baptiste-Germain Feuga (3 april 1941 - 23 oktober 1962)
  - Albert Vincent D'Souza (hulpbisschop: 5 februari 1959 - 8 augustus 1962)
- Mathias Sebastião Francisco Fernandes (16 november 1963 - 9 mei 1985)
- Francis Michaelappa (22 december 1986 - 17 maart 1993)
- Joseph Roy (19 december 1994 - 12 februari 2003)
- Thomas Anthony Vazhapilly (14 januari 2003 - 25 januari 2017)
- Kannikadass William Antony (25 januari 2017 - 13 januari 2024)
  - Bernard Blasius Moras (apostolisch administrator: 7 januari 2023 - heden)
- sedisvacatie

## Galerij van afbeeldingen

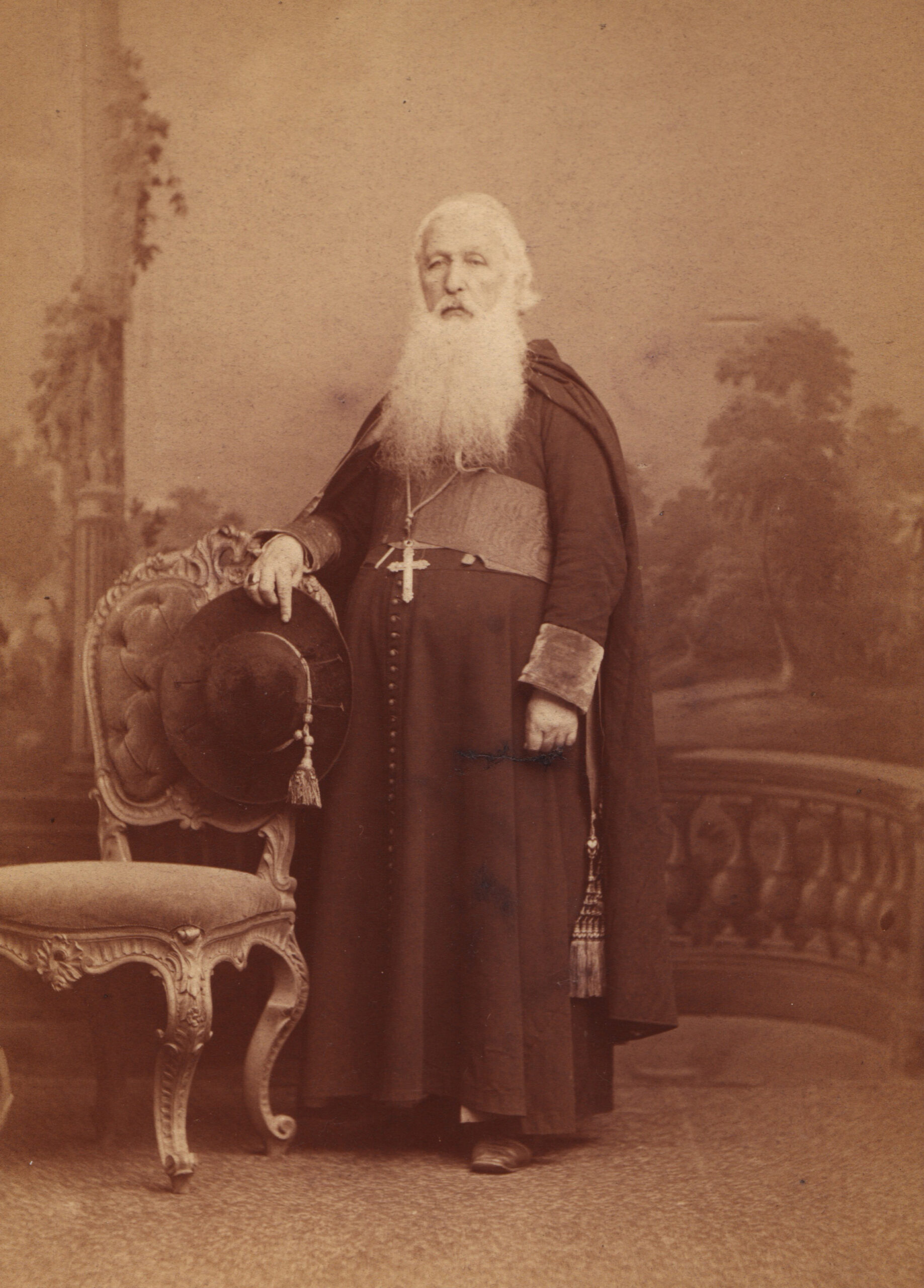
Apostolisch vicaris Etienne-Louis Charbonnaux (1850-1873), de eerste apostolisch vicaris

Bangalore (aartsbisdom) · Belgaum · Bellary · Chikmagalur · Gulbarga · Karwar · Mangalore · Mysore · Shimoga · Udupi